# إصلاح انتخابي

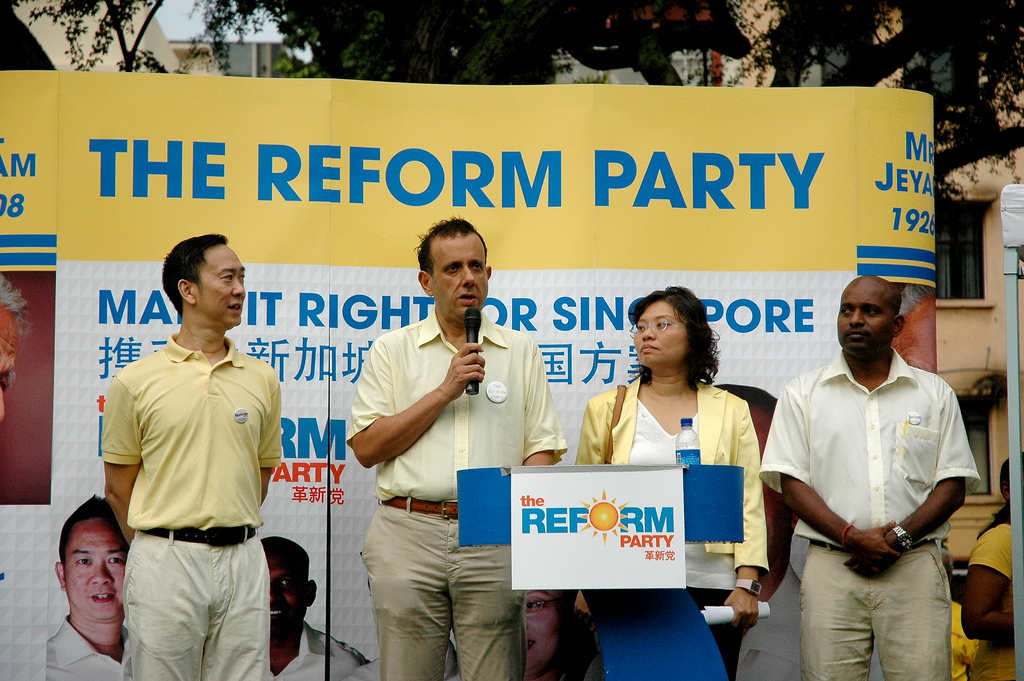

الإصلاح الانتخابي هو تغيير في النظم الانتخابية لتحسين طريقة التعبير عن الرغبات العامة في نتائج الانتخابات. ويمكن أن تتضمن إصلاحات:
- نظم التصويت مثل الانتخاب بالقائمة النسبية ونظام الجولتين (جولة إعادة التصويت للترجيح بين المرشحين)و جولة إعادة التصويت الفورية وتصويت روبن المتعلق بالجولة الفورية ويطلق عليه تصويت كوندورسيت والتصويت بالموافقة ومبادرات المواطنين والاستفتاءات وإعادة الانتخابات.
- إجراءات فرز الأصوات
- عادة ما تتغير القواعد الخاصة بالأحزاب السياسية وفقًا لقوانين الانتخابات
- الأهلية للتصويت
- مدى إمكانية المرشحين والأحزاب السياسية فيما يتعلق بتنفيذ (قواعد الترشيح) ومدى قدرتهم على طباعة أسمائهم على أوراق الاقتراع (إتاحة أوراق الاقتراع)
- الدوائر الانتخابية وحدود المنطقة الانتخابية

تصميم *الاقتراع ومعدات التصويت
- الفحص والمراقبة (مراقبة المرشحين والأحزاب السياسية للانتخابات وما إلى ذلك)
- سلامة الناخبين والعاملين بالانتخابات
- تدابير مكافحة الرشوة والإكراه وتضارب المصالح
- تمويل المرشحين وحملات الاستفتاء
- العوامل المؤثرة في نسبة الناخبين المشاركين (نسبة المشاركة في التصويت)

## التغير الدائم
يوجد الكثير من هذه الحركات في جميع أنحاء العالم في كافة الدول الديمقراطية تقريبًا، ويعتبر الحق في تغيير القواعد جزء من التعريف الأساسي للديمقراطية. ولا تخلو العلوم السياسية من العيوب؛ لذا تسعى الإصلاحات الانتخابية إلى تحسين عمل السياسة، وعلى نحو أسرع إلى حد ما. وتميل حلول مشكلات الديمقراطية إلى أن تمثل «المزيد من الديمقراطية». ويعتبر الإصلاح الانتخابي ميزة دائمة لأي نظام ديمقراطي صحي.
وتعد جمعية الإصلاح الانتخابي جماعة ضغط سياسية يقع مقرها في المملكة المتحدة، ويُعتقد أنها أقدم منظمة تهتم بالنظم الانتخابية في العالم. وينتقد الداعمون لعمل هذه الجمعية نظام الفوز للأكثر أصواتًا (FPTP) لكافة الانتخابات القومية والمحلية، مشيرين إلى أن هذا النظام «سيئ للناخبين وللحكومة وللديمقراطية».

## بناء الأمة
في النظم الأقل ديمقراطية، عادة ما يطالب المعارضون بإجراء انتخابات؛ لذا، فإن المشروع الأساسي للإصلاح الانتخابي في تلك البلاد يكمن في تحقيق نقل للسلطة إلى حكومة منتخبة بطريقة ديمقراطية بأقل قدر من إراقة الدماء. ويُعد ما حدث في جنوب أفريقيا في عام 1994 مثالاً على ذلك. وتبين هذه الحالة مدى تعقيد هذا الإصلاح: تميل تلك المشروعات إلى فرض إجراء تغييرات على الدساتير الوطنية أو غيرها وتغيير موازين القوى. وغالبًا ما تسبب الإصلاحات الانتخابية اضطرابات سياسية.

## دور الأمم المتحدة
تقدم لجنة الانتخابات النزيهة التابعة للأمم المتحدة مراقبين دوليين على الانتخابات الوطنية، ومن المرجح أن يواجه هؤلاء المراقبون تحديات من جانب مجتمع الأمم الدولي، وذلك كما حدث في يوغوسلافيا في عام 2004 وفي زيمبابوي في عام 2002.
وتتناول معايير الأمم المتحدة ما يتعلق بسلامة المواطنين وإجبارهم وعملية المراقبة والفحص والأهلية للانتخابات. غير أن هذه المعايير لا تفرض أنماطًا للاقتراع أو تنوعًا للأحزاب أو حدودًا على الدوائر الانتخابية. وتدعم الحركات السياسية العالمية المختلفة، على سبيل المثال، الحركات العمالية وحزب الخضر[ ؟ ] والتيار الإسلامي والحركات الصهيونية الوسائل الثقافية والاجتماعية والبيئية المختلفة لوضع الحدود التي يعتبرونها «موضوعية» أو «مباركة» بطريقة أو بأخرى. ومن السمات المميزة للنزاعات العالمية، بما في ذلك تلك التي تدور في إسرائيل/فلسطين وكشمير والكونغو ورواندا، الخلافات حول حدود الدوائر الانتخابية داخل الدولة الواحدة أو بين الدول وتعريفات مصطلحات «اللاجئ» و«المواطن» و«حق العودة».

## الحدود الانتخابية
يجب أن تتم عملية إعادة ترسيم حدود الدوائر الانتخابية (أو «الأقسام الإدارية» أو «الأحياء») على فترات زمنية منتظمة أو عن طريق وضع قواعد وتعريفات قانونية في هذا الإطار، حتى وإن لم يكن هذا لأي سبب سوى القضاء على سوء التقسيم الذي يُعزى إلى حركات السكان. وتسعى بعض الإصلاحات الانتخابية إلى إصلاح هذه الحدود وفقًا لبعض المعايير الثقافية أو البيئية. ومن بين الأمثلة على ذلك ديمقراطية المنطقة البيولوجية، والتي تضع حدودًا مناسبة تمامًا للمناطق البيئية، وذلك بهدف تجنب سوء الاستخدام الواضح «لتقسيم الدوائر الانتخابية لصالح حزب معين»، حيث توضع حدود الدوائر الانتخابية عن قصد لتكون في صالح حزب دون الآخر أو لتحسين إدارة الممتلكات التي عادة ما يمتلكها الجمهور.

## الإصلاحات القومية
تميل المشروعات القومية للإصلاح الانتخابي إلى أن تكون أكثر سهولة وأقل تركيزًا على الأمور التي تثير إشكاليات معقدة للغاية. في هذا الإطار، فقد عقدت أستراليا ونيوزلندا لجانًا ملكية لبحث أفضل شكل لنظام «الانتخاب بالقائمة النسبية» للأحزاب في المجلس التشريعي، فضلاً عن إعادة تصميم الاقتراعات لاختيار أو انتخاب أعضاء البرلمان.

### أستراليا
تدعم جمعية الانتخاب بالقائمة النسبية في أسترليا بشكل عام الاقتراع الفردي القابل للتحويل والانتخاب بالقائمة النسبية.

### كندا
تدعم العديد من المنظمات الوطنية والإقليمية عملية الإصلاح الانتخابي، خاصة عن طريق دعم أحد أشكال نظام الانتخاب بالقائمة النسبية. وتكمن أكبر منظمة شعبية تدعم الإصلاح الانتخابي على المستوى القومي في منظمة الانتخابات النزيهة في كندا (Fair Vote Canada). ولقد أجريت العديد من الاستفتاءات لتحديد ما إذا كان سيتم اعتماد هذا الإصلاح أم لا خلال انتخابات مجالس المحافظات خلال العقد الماضي؛ ولم ينتج عن ذلك تغيير نظام التعددية الحزبية المعمول به حاليًا. ومن المثير للجدل، أن حاجز اعتماد نظام التصويت الجديد قد حقق بشكل دائم «غالبية كبرى»، على سبيل المثال، وافق 60٪ من الأصوات التي شاركت في الاقتراعات على النظام المقترح من أجل تنفيذ التغيير.

### نيوزيلندا
بدأ الإصلاح الانتخابي في نيوزلندا في عام 1986 من خلال تقرير اللجنة الملكية للنظام الانتخابي الذي حمل العنوان نحو ديمقراطية أفضل. وقد أوصت اللجنة الملكية أن يتم اعتماد النظام المختلط بين الفردي والقائمة النسبية (MMP) بدلاً من نظام الفوز للأكثر أصواتًا (الأغلبية النسبية) المتبع آنذاك. وبعد إجراء استفتاءين في عامي 1992 و1993، اعتمدت نيوزيلندا النظام المختلط للانتخاب بالقائمة النسبية.
وفي عام 2004، تم انتخاب بعض الهيئات الانتخابية المحلية في نيوزيلندا باستخدام نظام الاقتراع الفردي القابل للتحويل بدلاً من الاقتراع الكتلوي.

### المملكة المتحدة
- للاطلاع على إصلاحات القرن التاسع عشر، انظر مشروعات قوانين الإصلاح. ويمكن أيضًا مطالعة قانون الإصلاح لعام 1832 وقانون الإصلاح لعام 1867 وقانون تمثيل الشعب لعام 1884.

وقد استخدمت المملكة المتحدة بشكل عام نظام الفوز للأكثر أصواتًا (FPTP) لعدة سنوات، لكن كانت هناك عدة محاولات للإصلاح. في هذا الإطار، أوصت اللجنة الملكية حول النظم الانتخابية في عام 1910 باعتماد نظام التصويت البديل فيما يتعلق بانتخابات مجلس العموم. وكان هناك طرح محدود للغاية للاقتراع الفردي القابل للتحويل في قانون حكومة أيرلندا لعام 1914. وقد أوصى مؤتمر عقده رئيس مجلس العموم حول الإصلاح الانتخابي في يناير عام 1917 بإجماع الآراء باتباع مزيج من نظام التصويت البديل والاقتراع الفردي القابل للتحويل في انتخابات مجلس العموم. ومع ذلك، في تصويت أجري في أغسطس، رفض مجلس العموم الاقتراع الفردي القابل للتحويل بعدد 32 صوتًا في مرحلة اللجان الخاصة بمناقشة قانون تمثيل الشعب، وبصوت واحد فيما يتعلق باستبدال قانون التصويت البديل (AV). بعد ذلك، صوت مجلس اللوردات لصالح الاقتراع الفردي القابل للتحويل، لكن مجلس العموم أصر على نظام التصويت البديل. وكحل وسط، تم التخلي عن نظام التصويت البديل وطلب من لجنة الحدود إعداد خطة محدودة تتعلق بالاقتراع الفردي القابل للتحويل لتطبيقه على 100 مقعد. بعد ذلك، رفض مجلس العموم هذه الخطة، وذلك على الرغم من طرح الاقتراع الفردي القابل للتحويل ليتم تطبيقه في الدوائر الانتخابية الخاصة بالجامعات.
في 8 أبريل عام 1921، تم رفض مشروع قانون خاص تقدم به أحد الأعضاء يتعلق بطرح الاقتراع الفردي القابل للتحويل بعدد أصوات 211 صوتًا مقابل 112 في مجلس العموم. كما تم إحباط محاولة ليبرالية لتقديم مشروع قانون التصويت البديل في مارس عام 1923 بعدد 208 أصوات مقابل 178. وتم رفض مشروع قانون خاص تقدم به عضو آخر في 2 مايو 1924 يتعلق بطرح الاقتراع الفردي القابل للتحويل بعدد 240 صوتًا مقابل 146 في مجلس العموم.
وفي يناير عام 1931، طرحت حكومة حزب العمال ذات الأقلية، بدعم من الليبراليين، مشروع قانون تمثيل الشعب الذي تضمن التحول إلى نظام التصويت البديل. وقد مر مشروع القانون هذا في مناقشته الثانية في مجلس العموم بعدد 295 صوتًا مقابل 230 في 24 فبراير عام 1931، كما تم تمرير الفقرة التي تطرح نظام التصويت البديل في مرحلة اللجان بعدد 277 صوتًا مقابل 253. (رئيس مجلس النواب رفض السماح بمناقشة الاقتراع الفردي القابل للتحويل.) وقد تبع ذلك المناقشة الثانية لمشروع القانون في مجلس اللوردات في شهر يونيو، مع وجود تعديل يقضي باستبدال نظام التصويت البديل بالاقتراع الفردي القابل للتحويل في 100 دائرة انتخابية يجري التخلي عنها خارج نطاق مشروع القانون. وقد تم تمرير تعديل بأغلبية 80 صوتًا مقابل 29 يقضي بقصر نظام التصويت البديل على الدوائر الانتخابية في الأحياء ذات الكثافة السكانية التي تزيد عن 200000 نسمة. ونال مشروع القانون المناقشة الثالثة له في مجلس اللوردات في 21 يوليو، لكن حكومة حزب العمال سقطت في شهر أغسطس وتم إسقاط مشروع القانون.
وتم الاعتماد على نظام الفوز للأكثر أصواتًا (FPTP) في بادئ الأمر في انتخابات البرلمان الأوروبي في بريطانيا العظمى، ولكن تم التحول إلى نظام الانتخابات بالقائمة النسبية نتيجة ضغط مورس للتوحيد مع بقية دول الاتحاد الأوروبي.
وعندما استعاد حزب العمال السلطة في عام 1997، تم طرح عدد الجمعيات التشريعية الجديدة في لندن وويلز وإسكتلندا، وتم اختيار أنظمة عضوية أخرى لنظام القائمة النسبية في كل هذه المناطق. كما تم اختيار نظام التصويت التكميلي ليتم تطبيقه على انتخاب العمداء المنتخبين مباشرة. وفي إسكتلندا، طرح ائتلاف العمل/الأحرار الديمقراطيين في البرلمان الجديد في وقت لاحق نظام الاقتراع الفردي القابل للتحويل ليتم تطبيقه في الانتخابات المحلية. ومع ذلك، فإن مثل هذه الإصلاحات واجهت مشاكل. وعندما تم خصم 7% (أكثر من 140000 صوت) من الأصوات أو تم إبطالها في الانتخابات البرلمانية الإسكتلندية وانتخابات المجالس المحلية في عام 2007، احتج الوزير الأول الإسكتلندي أليكس سالموند على «قرار إجراء الانتخابات بنظام الاقتراع الفردي القابل للتحويل في الوقت نفسه، وذلك نظرًا لحدوث أخطاء شديدة في تطبيق نظام الفوز للأكثر أصواتًا في انتخابات البرلمان الإسكتلندي»
في حملة الانتخابات العاملة في المملكة المتحدة لعام 2010، دفع احتمال وجود برلمان معلق وفضيحة النفقات التي ظهرت في وقت سابق إلى إجراء إصلاح انتخابي في جدول الأعمال، وهو أمر طالما دعمه الأحرار الديمقراطيون. وكانت هناك احتجاجات في صالح إجراء إصلاح انتخابي نظمتها منظمة استرجعوا البرلمان (Take Back Parliament). وكان هناك اتجاه نحو انتخاب عدد كبير من اللوردات. وعقدت الحكومة الائتلافية من المحافظين والأحرار الديمقراطيين استفتاء على طرح نظام التصويت البديل لتطبيقه على انتخابات مجلس العموم في 5 مايو 2011، وقد تم رفضه.
وهناك عدد من المجموعات في المملكة المتحدة تدير حملات تهدف إلى إجراء إصلاح انتخابي تشمل جمعية الإصلاح الانتخابي (Electoral Reform Society) وتحالف صناعة إحصاء الأصوات (Make Votes Count Coalition) ومنظمة فير شير (Fairshare).

### الولايات المتحدة
سنت الولايات المتحدة في عام 2002 قانون مساعدة التصويت الأمريكي، والذي أصلح العملية الانتخابية بشكل كبير. وتعد عملية إصلاح النظام الانتخابي عملية مستمرة في الولايات المتحدة، وتتم بدافع الخوف من كل من تزوير الانتخابات والتجريد من حق التصويت.